# Igor Pavlov
Igor Vladimirovič Pavlov (rusky Игорь Владимирович Павлов) (* 18. července 1979, Moskva) je ruský atlet, halový mistr světa a halový mistr Evropy ve skoku o tyči.
V roce 2003 získal stříbrnou medaili na světové letní univerziádě v jihokorejském Tegu. Na letních olympijských hrách v Athénách 2004 skončil ve finále těsně pod stupni vítězů, na čtvrtém místě (580 cm). Čtvrtý skončil také na mistrovství světa v Helsinkách 2005 a v Ósace 2007. Na letní olympiádě v Pekingu 2008 obsadil deváté místo. V roce 2009 neprošel na mistrovství světa v Berlíně sítem kvalifikace.
Největší úspěchy zaznamenal pod střechou. V roce 2004 získal na halovém MS v Budapešti zlatou medaili, když ve finále jako jediný překonal 580 cm . Stříbro tehdy získal český tyčkař Adam Ptáček. O rok později se stal v Madridu halovým mistrem Evropy. K titulu mu dopomohl nový osobní rekord 590 cm. Druhý Denis Jurčenko z Ukrajiny překonal o 5 cm méně.